# Callopistria nannodes
Callopistria nannodes är en fjärilsart som beskrevs av Collenette 1935. Callopistria nannodes ingår i släktet Callopistria och familjen nattflyn. Inga underarter finns listade i Catalogue of Life.